# Нова Джулфа
Нова Джулфа (на персийски: محله جلفای اصفهان; на арменски: Նոր Ջուղա) е арменският квартал на град Исфахан, Иран.
Намира се на южното крайбрежие на река Заяндах. Създаден е от шах Абас I Велики (най-успешния ирански владетел от династията на Сефевидите) през 1604 – 1606 г. В него са заселени над 150 000 арменци от областта Джулфа в днешен Нахичеван, за да бъдат опазени от системните нападения на Османската империя в областта.
От основаването му до 1722 г. селището е управляване от кмет, наречен „калантар“. В квартала са били създадени арменско училище и 12 църкви, най-известната от които е катедралата Ванк.

## Калантари
- Сафар, син на Хачик (1605 – 1618)
- Назар, син на Хачик (1618 – 1636)
- Сафараз, син на Назар (1636 – 1656)
- Хайказ, син на Назар (1656 – 1660)
- Астукадур Миритенк (1660 – 1671)
- Ага Пири (1671 – 1673)
- Ебрахам (1673 – 1683)
- Аветис (1683 – 1687)
- Лукас (1687 – 1691)
- Авет (1691 – 1692)
- Лукас (1692 – 1703)
- Авет (1703 – 1705)
- Ярутун, син на Григор (1705 – 1707)
- Естафнсус Музабекен, син на Ага Пири (1707 – 1708)
- Закариа, син на Киракас (1708 – 1719)
- Хачик (1719 – 1722)
- Маркар, син на Багдасарихориан (1722 – 1727)
- Оханес (1727)